# براد ويت
براد ويت هو سياسي أمريكي، ولد في 1952 في وير ‏ في الولايات المتحدة. نشط حزبياً في الحزب الديمقراطي. وقد انتخب عضو مجلس نواب أوريغون ‏.

## وصلات خارجية
- الموقع الرسمي